# Freylinia visseri
Freylinia visseri är en flenörtsväxtart som beskrevs av E.J. van Jaarsveld. Freylinia visseri ingår i släktet Freylinia och familjen flenörtsväxter. Inga underarter finns listade i Catalogue of Life.